# Heinrich Lübke
Heinrich Lübke (n. 14 octombrie 1894, Sundern, Regatul Prusiei, Imperiul German – d. 6 aprilie 1972, Bonn, Germania) a fost un om politic vest-german, care a îndeplinit funcția de președinte al RFG-ului în perioada 1959-1969. 
În 1931, a devenit membru al parlamentului Prusiei din partea partidului Zentrum. După ce național-socialiștii au ajuns la putere în 1933, Lübke și-a pierdut toate funcțiile și a fost arestat. După cel de-al Doilea Război Mondial a devenit membru al CDU. Între 1947 și 1953, a fost ministru federal al alimentației, agriculturii și pădurilor în landul Renania de Nord-Westfalia. Între 1953 și 1959, a fost ministru federal al alimentației, agriculturii și pădurilor. Din 1959 a fost al doilea președinte al Republicii Federale Germania. Reales în 1964, a ramăs in funcție pănă în 1969.